# Ajax (misionero arriano)
Ajax fue un misionero arriano, de posible origen gálata, que convirtió a los paganos suevos de Gallaecia al cristianismo arriano en 464, o 466.
Debido, en parte, a su inusual nombre homérico sus orígenes han sido objeto de debate. El contemporáneo cronista Hidacio, el obispo católico de Aquae Flaviae, se refiere a él como Aiax natione Galata. "Galata" puede referirse a un galaico, galo o gálata. Es dudoso su origen galaico, ya que Hidacio siempre los denomina Gallaeci. Normalmente, "Galata" es una forma de referirse a un griego del Este (es decir, Galacia). Por otra parte, puede significar que fue celta, ya sea galo o gálata. Es el uso de "Galata" para un celta que cabe esperar en Hidacio, que había viajado por el este de Europa, y utilizaría la norma griega.
Ajax fue enviado por Teodorico II, rey de los visigodos en Tolosa, para convertir a los suevos al arrianismo: los bárbaros arrianos mostraron un notable mayor fervor misionero que los católicos en el siglo V de nuestra era. La acción de Teodorico puede haber sido consecuencia de la reapertura diplomática suevo-gótica en el marco del reinado suevo de Remismundo, que se casó con una princesa gótica y pasó a ser "hijo en armas" de Teodorico. Ajax pudo haber sido enviado en solicitud del propio monarca suevo.
Según Hidacio, Ajax era "el enemigo de la fe católica y de la Divina Trinidad" (hostis catholicae fidei et divinae trinitatis), una declaración que más tarde Isidoro de Sevilla interpretarse en el sentido de que los suevos eran católicos cuando Ajax los convirtió a la herejía arriana. Hidacio también denomina a Ajax effectus apostata, en el sentido de un apóstata del catolicismo. Ajax fue también un senior Arrianus inter Suevos, que puede referirse tanto a un obispo o un sacerdote, o puede que no. Puede significar un "alto cargo arriano", y puede referirse a un laico o un miembro del colegio sacerdotal gótico; en el uso católico puede significar presbítero.
La empresa misionera de Ajax fue un gran éxito, especialmente entre la nobleza. Se sabe que Ajax no fue el único misionero arriano enviado a Galicia por los visigodos, a pesar de la organización de una influyente Iglesia.